# Vitex negundo
Vitex negundo är en kransblommig växtart som beskrevs av Carl von Linné. Vitex negundo ingår i släktet Vitex och familjen kransblommiga växter.

## Underarter
Arten delas in i följande underarter:
- V. n. heterophylla
- V. n. intermedia
- V. n. negundo

## Bildgalleri

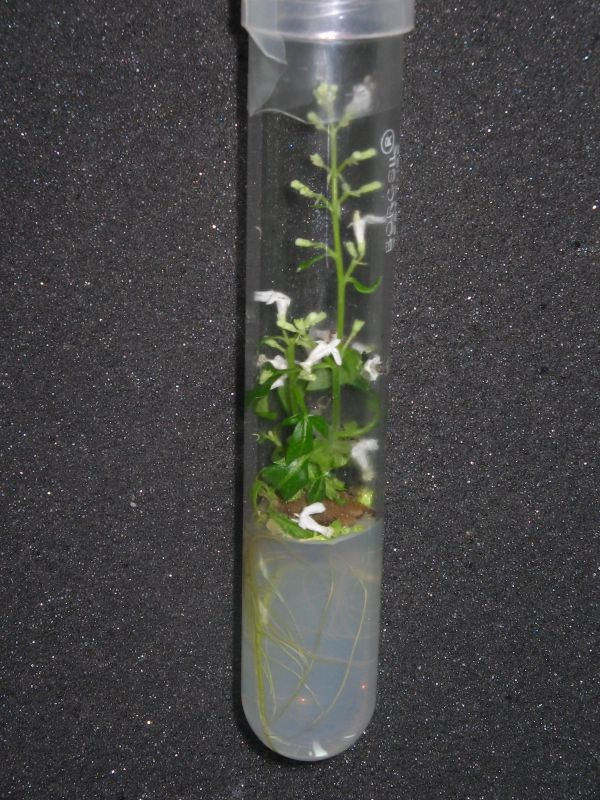
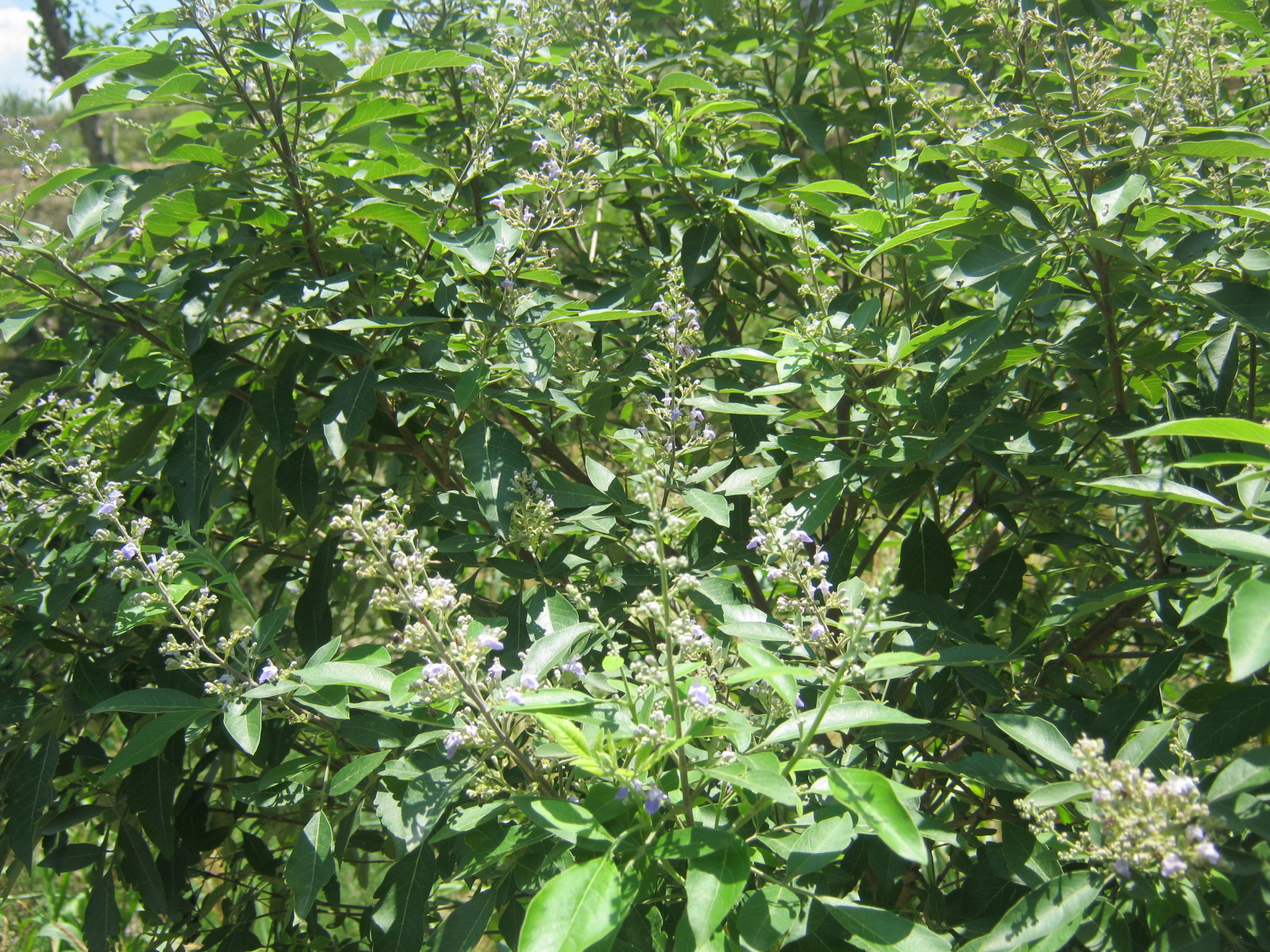
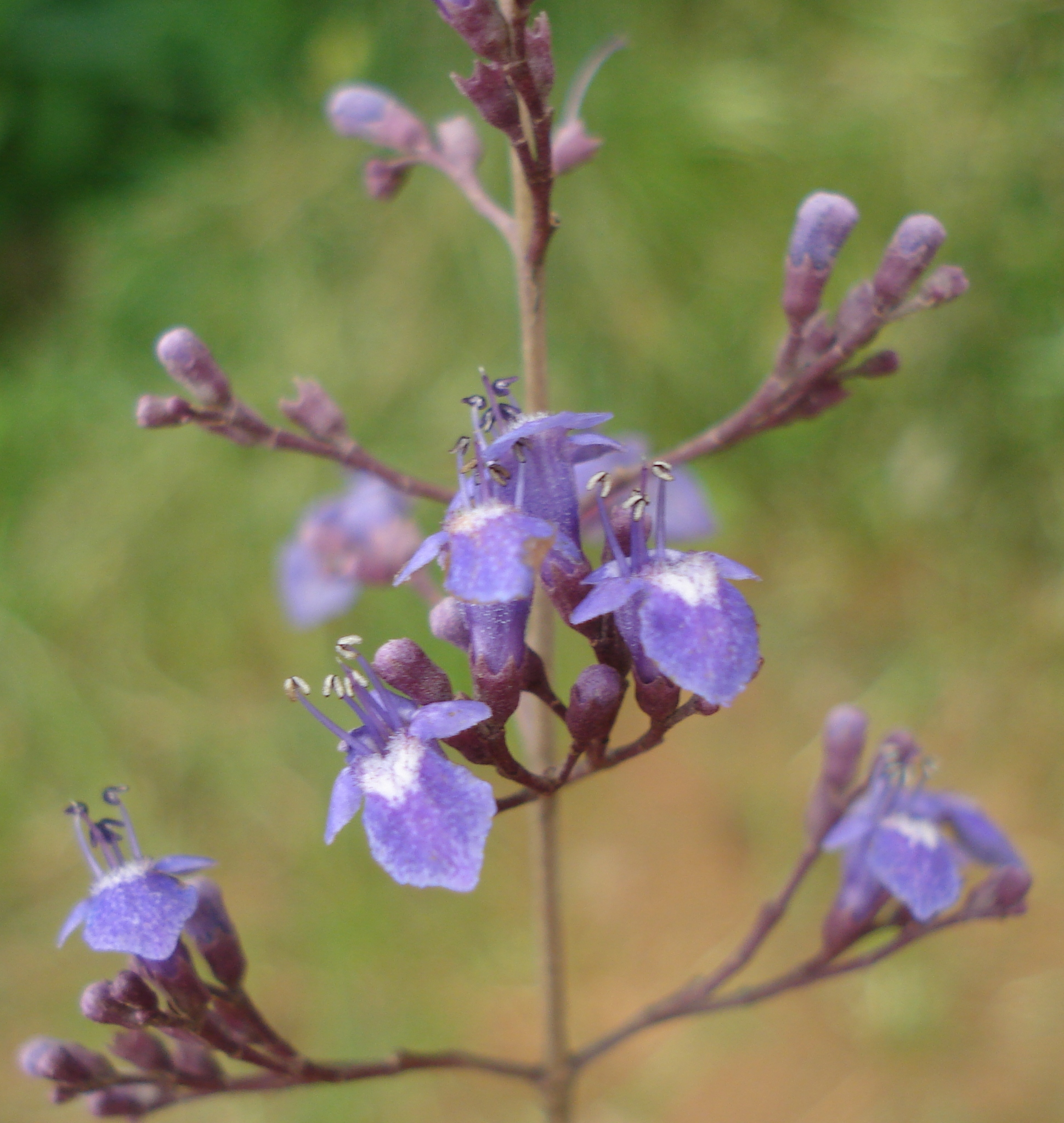
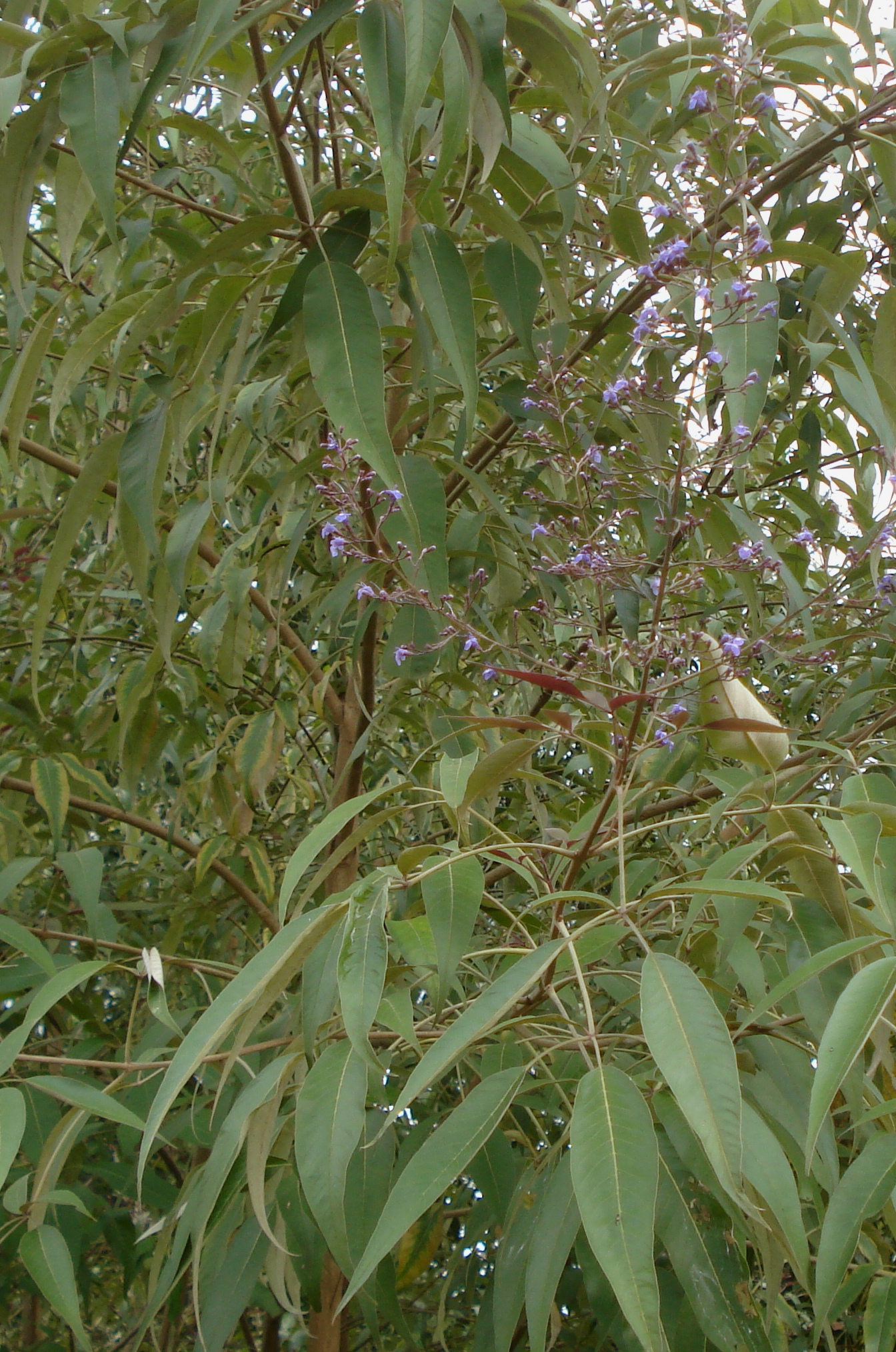